# Beiginis
Beigins (de l'irlandès «petita illa», en anglès Beginish) és una de les illes que formen l'arxipèlag Blasket, al Comtat de Kerry (Irlanda). Es tracta d'una illa baixa (14 m al seu punt més alt) situada al Blasket SOund, entre An Blascaod Mór i terra ferma. Alberga una gran colònia de xatracs àrtics. També és el lloc de cria principal de les foques grises.
Hi ha almenys una altra illa del Comtat de Kerry que porta el mateix nom. Es troba a la desembocadura del riu Ferta, a aproximadament 1 km de l'illa de Valentia. L'illa es troba al nord del Port de Valentia.